# Velja Glava (Aleksandrovac)
Pour les articles homonymes, voir Velja Glava.
Velja Glava (en serbe cyrillique : Веља Глава) est un village de Serbie situé dans la municipalité d'Aleksandrovac, district de Rasina. Au recensement de 2011, il comptait 168 habitants.

## Démographie
| 1948 | 1953 | 1961 | 1971 | 1981 | 1991 | 2002 | 2011 |
| ---- | ---- | ---- | ---- | ---- | ---- | ---- | ---- |
| 350  | 367  | 376  | 324  | 302  | 263  | 188  | 168  |

|  |